# Hilding Anders
Hilding Anders International AB är en företagskoncern som huvudsakligen tillverkar och säljer sängar. Huvudkontoret är beläget i Malmö och koncernbolag finns i främst Europa och Asien. 2007 blev man ett 'billion dollar company' med en omsättning runt 7 miljarder SEK. Sängarna säljs under många varumärken och även till "private label", som till exempel IKEA och Jysk. Hilding AB är ett i koncernen ingående företag med fabrik belägen i Hästveda i norra Skåne.

## Historia
Företaget grundades 1939 som Hilding Anderssons Möbelfabrik, i Bjärnum. 1961 flyttade fabriken till Hästveda eftersom kommunen inte ordnade fram mer mark i Bjärnum. Under en tid arrangerade företaget pendling med buss från Bjärnum till Hästveda eftersom en stor del av personalen fortfarande var bosatt i Bjärnumstrakten. Den nya fastigheten i Hästveda var logistiskt fördelaktig eftersom Hästveda–Karpalunds Järnväg gick förbi här. Rälsen revs upp 1995 men utnyttjades tidigare för in- och uttransporter av företaget. Även riksväg 23 gick tidigare utanför fastigheten. Samtidigt med flytten till Hästveda bytte företaget namn till Hilding Anders Möbel AB.
1972 lanserades Polyspring-sängen, den blev den första sängen som blev godkänd enligt normen Möbelfakta. Den avgörande skillnaden var att toppen av fjäderresåren göts in i ett skummaterial.